# Kompanie zmechanizowane
Kompania zmechanizowana (kz) – pododdział wojsk lądowych; jest podstawowym pododdziałem batalionu zmechanizowanego; na jej bazie tworzy się ogólnowojskowe elementy ugrupowania batalionu: pierwszy rzut lub odwód ogólnowojskowy; grupę rajdową, pododdział obejścia, grupę szturmową itp.; moze stanowić też wzmocnienie batalionu czołgów.

## Struktura organizacyjna kompanii zmechanizowanej SZ RP

### Struktura i wyposażenie w 2017
dowództwo kompanii
- dowódca kompanii
- zastępca dowódcy kompanii
- szef kompanii
- technik kompanii

pododdziały
- trzy plutony zmechanizowane[2]

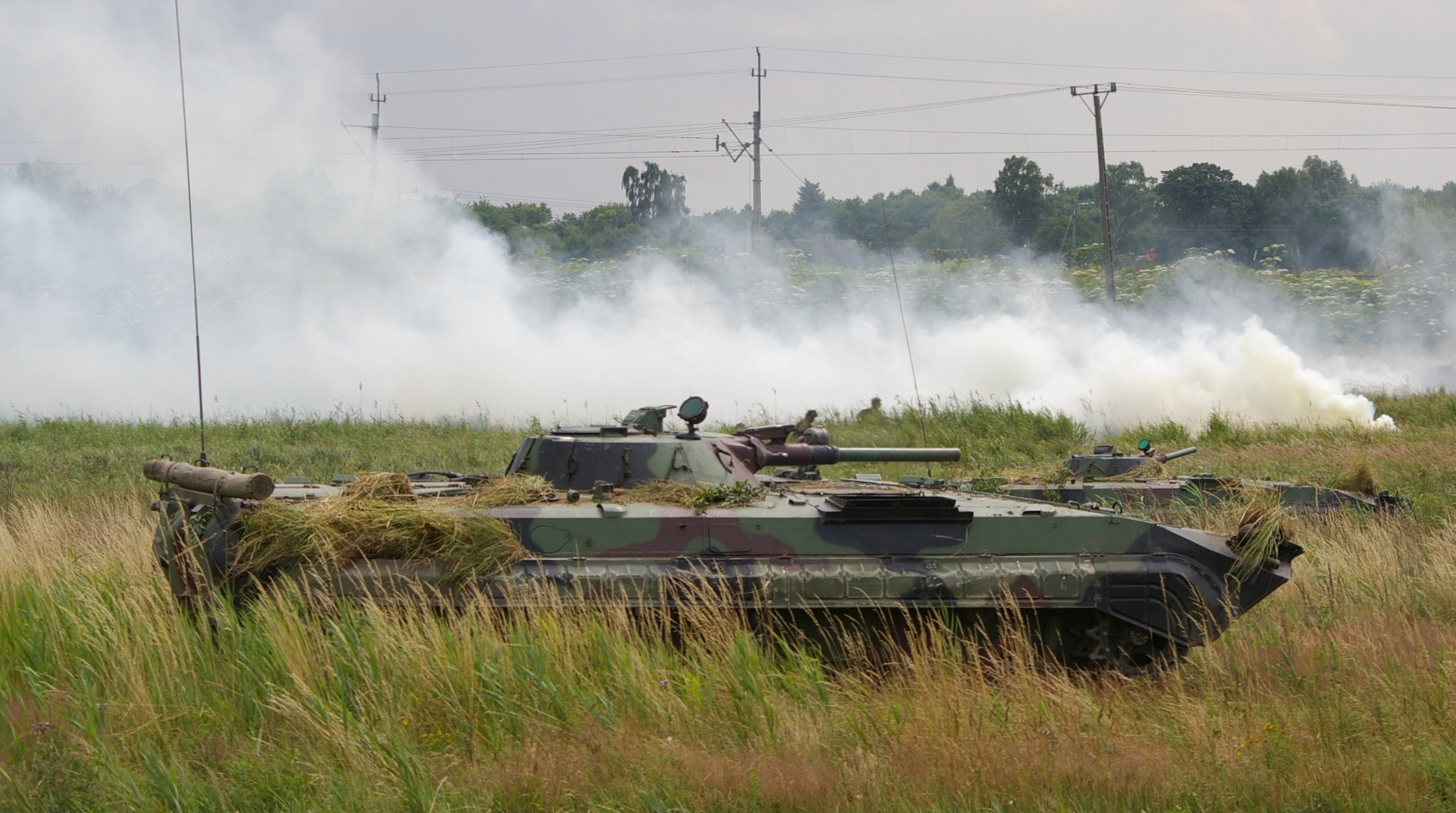
Bojowy wóz piechoty będący na wyposażeniu kz SZ RP w 1999

  - trzy drużyny zmechanizowane
    - załoga bwp
    - sekcja ogniowa

  - drużyna wsparcia
- drużyna zabezpieczenia
- grupa ewakuacyjna

| Wyszczególnienie           | pluton | drużyna zab. | grupa ewak. | kompania |
| -------------------------- | ------ | ------------ | ----------- | -------- |
| żołnierze                  | 34     | 6            | 4           | 120      |
| wozy bojowe                | 4      |              |             | 12 + 2   |
| Samochody c-t              |        | 2            |             | 2        |
| Samochód o-t               |        | 1            |             | 1        |
| wóz pomocy technicznej     |        |              | 1           | 1        |
| moździerze                 | 1      |              |             | 3        |
| karabiny maszynowe         | 3      |              |             | 9        |
| granatniki przeciwpancerne | 3      |              |             | 9        |
| karabinki granatniki       | 1      |              |             | 3        |
| karabinki                  | 19     | 3            | 1           | 65       |
| subkarabinki               | 11     | 3            | 2           | 42       |
| radiostacje RRC-9210       | 1      |              |             | 5        |
| radiostacje R-3501         | 5      | 2            | 1           | 18       |

### Struktura i wyposażenie w 1999
- dowódca kompanii[4][a]
- sekcja dowodzenia[b]
- trzy plutony zmechanizowane
  - dowódca plutonu
  - pomocnik dowódcy plutonu
  - trzy drużyny zmechanizowane[c]

| Wyszczególnienie       | pluton | drużyna | kompania | Uwagi                        |
| ---------------------- | ------ | ------- | -------- | ---------------------------- |
| żołnierze              | 30     | 9       | 99       |                              |
| wóz dowodzenia         |        |         | 1        | BWP–1D                       |
| bojowy wóz piechoty    | 3      | 1       | 9        | BWP–1                        |
| samochód c-t           |        |         | 2        | Star 266                     |
| karabin maszynowy      | 2 +1   | 1       | 6 + 3    | 7,62 mm km PK                |
| ręczny granatnik ppanc | 3      | 1       | 9        | rgppanc 7                    |
| karabinek-granatnik    | 3      | 1       | 9        | 40 mm Pallad                 |
| karabinek              | 12     | 4       | 40       | kbk AK lub Beryl             |
| pistolet maszynowy     | 9      | 3       | 29       | Rak lub Glauberyt            |
| karabin wyborowy       | 1      |         | 3        | 7,62 mm kbw SWD              |
| pistolet wojskowy      | 2      |         | 9        | P-83 lub P-94                |
| pistolet sygnałowy     | 1      |         | 4        | 26 mm PS                     |
| radiostacja kompanijna | 1      |         | 4        | R-3501 lub TRC-9100          |
| radiostacja przenośna  |        |         | 1        | R-107 lub T2/01 lub TRC-9200 |

### Struktura i wyposażenie w 1986

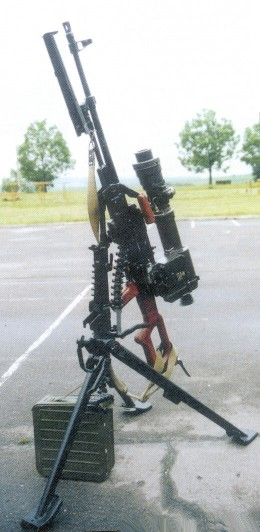
Karabin maszynowy PKMSN

kompania zmechanizowana na bwp BMP-1 (110)
- dowództwo kompanii
  - dowódca kompanii
  - technik kompanii
  - szef kompanii
  - sanitariusz
  - kierowca samochodu CT
  - radiotelegrafista
  - załoga bwp dowódcy kompanii (2)
- trzy plutony zmechanizowane (33)[e]
  - dowódca plutonu
  - pomocnik dowódcy plutonu
  - strzelec wyborowy
  - trzy drużyny zmechanizowane (10)	
    - dowódca drużyny
    - celowniczy PK/PKS
    - amunicyjny
    - celowniczy rgppanc-7
    - pomocnik celowniczego
    - strzelec kbkgn
    - dwóch strzelców
    - kierowca – mechanik bwp
    - działonowy- operator